# Jan Sulmicki
Jan Sulmicki (ur. 1945) – profesor zwyczajny Szkoły Głównej Handlowej Warszawie (Zakład Strategii Zarządzania w Handlu Zagranicznym, Instytut Handlu Zagranicznego i Studiów Europejskich) i Wyższej Szkoły Informatyki i Zarządzania w Rzeszowie. Specjalista w zakresie długookresowych zmian w gospodarce światowej, finansów międzynarodowych, integracji europejskiej (m.in. badacz zagadnień związanych z integracją walutową Polski w Unii Europejskiej) oraz w zakresie zarządzania przedsiębiorstwem.

## Życiorys
Stryj prof. Paweł Sulmicki w lutym 1959 usynowił Jana nie posiadając własnych dzieci. Absolwent Wydziału Handlu Zagranicznego Szkoły Głównej Planowania i Statystyki. Tematem jego pracy doktorskiej w 1973 była rola handlu zagranicznego w integracji europejskiej. Jego rozprawa habilitacyjna poświęcona była zmianom zachodzącym w gospodarce światowej.
Stypendysta Fundacji Fulbrighta. Autor ponad stu prac naukowych.
Od 1968 r. wykładał na SGH. Był członkiem PZPR. W latach 1986–2002 doradca kolejnych prezesów NBP. W latach 1990–1992 członek Rady Nadzorczej PBK S.A. Następnie, w latach 1992–1997 był przedstawicielem Polski w Radzie Nadzorczej Banku Światowego w Waszyngtonie. W latach 1997–2000 wiceminister w Rządowym Centrum Studiów Strategicznych. Od 24 października 2006 do 11 kwietnia 2007 członek rady nadzorczej KGHM Polska Miedź S.A.
12 grudnia 2006 roku przedstawiony przez prezydenta RP Lecha Kaczyńskiego jako kandydat na prezesa NBP, jednak już po dwóch dniach (14 grudnia) wycofał swoją kandydaturę, motywując decyzję powodami rodzinnymi. 22 listopada 2007 odebrał nominację na profesora belwederskiego.